# Гаррисон, Уильям Генри
Уи́льям Ге́нри Га́ррисон (Ха́ррисон; англ. William Henry Harrison; 9 февраля 1773, округ Чарльз-Сити, колония Виргиния, Британская Америка — 4 апреля 1841, Вашингтон) — американский политический, государственный и военный деятель, дипломат, девятый президент Соединённых Штатов (с 4 марта по 4 апреля 1841 года). Гаррисон находился в должности самое непродолжительное время из всех президентов США — он умер через месяц после принятия присяги. Дед 23-го президента США Бенджамина Гаррисона.

## Молодость и военная карьера

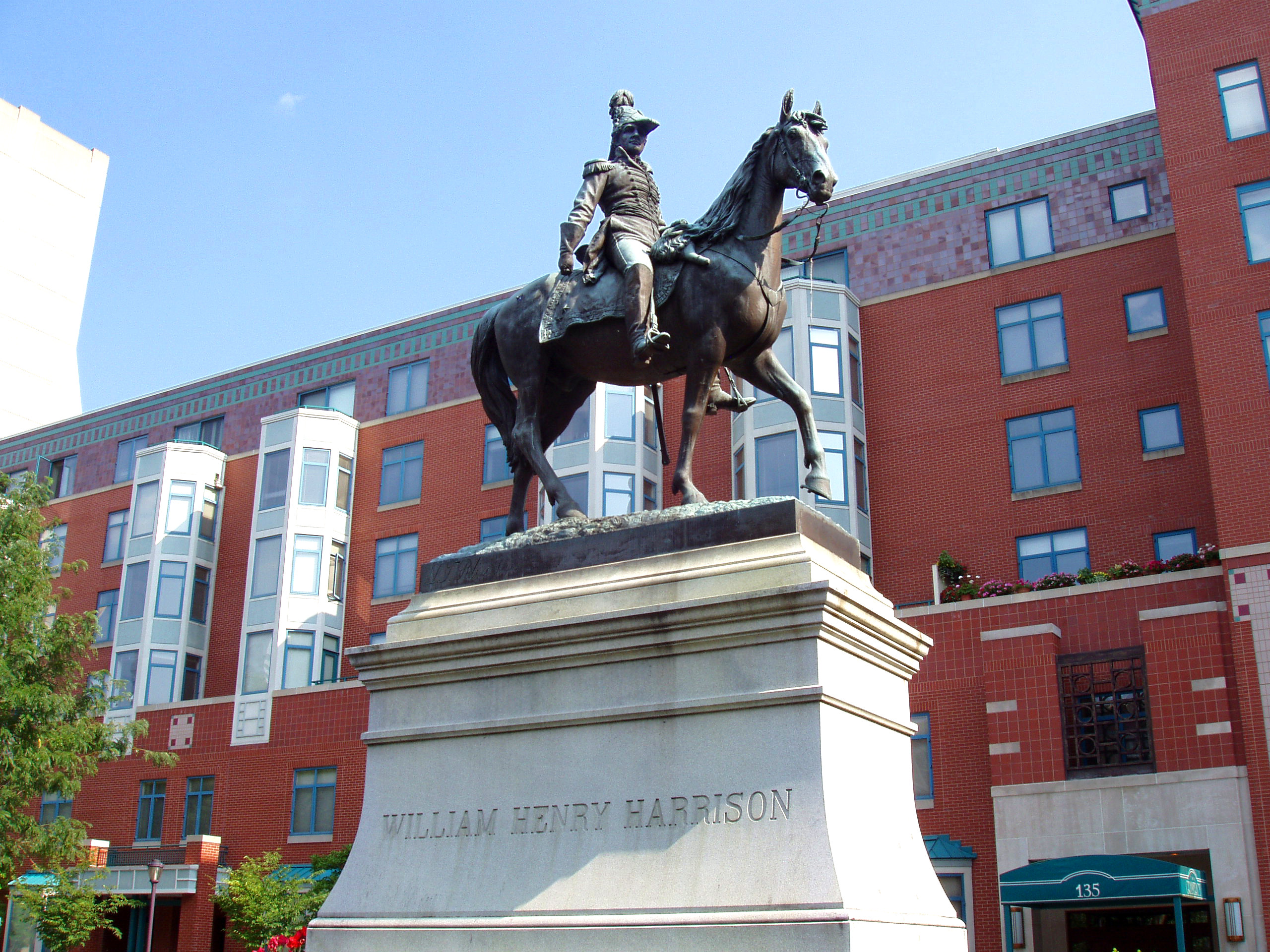
Статуя Гаррисона в Цинциннати, штат Огайо

Гаррисон был последним президентом, родившимся до Войны за независимость и побывавшим в великобританском подданстве. Отец Уильяма, Бенджамин Харрисон V (1726—1791), был виргинским плантатором, активно участвовавшим в американской политике. В частности, он подписал Декларацию независимости в 1776 году, а в 1781—1784 годах был губернатором своего штата. Мать Уильяма Генри Гаррисона, Элизабет Харрисон, урождённая Бассетт (1730—1792), была потомком капитана Уильяма Бассетта II, который был офицером Королевской армии во время гражданской войны в Англии. Старший брат Уильяма Генри Гаррисона, Картер Бассетт Харрисон (ок. 1756—1808), представлял Виргинию в Палате представителей (1793—1799). Гаррисон обучался дома до 14 лет, когда поступил в колледже Хэмпдене-Сиднея пресвитерианский колледж в Хэмпдене, Сидней, Вирджиния. Он учился там три года, получил классическое образование, которое включало латынь, греческий, французский, логику и дебаты. Его отец-епископалиец исключил его из колледжа, возможно, по религиозным соображениям, и после краткого пребывания в академии в округе Саутгемптон, Вирджиния, и со своим старшим братом Бенджамином в Ричмонде он отправился в Филадельфию в 1790 году.
Его отец умер весной 1791 года в возрасте 65 лет, и он был передан на попечение Роберта Морриса, близкого друга семьи в Филадельфии. Он изучал медицину в Пенсильванском университете. Во время учёбы в Пенсильванском университете он учился у доктора Бенджамина Раша, Отца-основателя Соединённых Штатов и профессора химии и медицины Пенсильванского университета, а также у Уильяма Шиппена-старшего. Его старший брат унаследовал деньги их отца, поэтому ему не хватало средств на дальнейшее медицинское образование, которое, как он также обнаружил, ему не нравилось. Поэтому он ушёл из Пенсильванского университета, хотя в школьных архивах он записан как «выпускник медицинского факультета Пенсильвании 1793 года выпуска». Под влиянием друга своего отца, губернатора Генри Ли III, он начал военную карьеру.
Сам Уильям Генри с 1791 года служил в армии, воевал на границе с индейцами и был адъютантом у генерала Уэйна. Участвовал в Северо-западной индейской войне в 1795 году.
В 1798 году вышел в отставку и занялся политикой. Был первым губернатором Территории Индиана (1800—1813). На этом посту занимался расширением поселений англо-американцев и скупкой земель у индейцев, что вызвало протест последних и антиамериканское военное выступление во главе с вождём Текумсе.
Гаррисон прославился как национальный герой в 1811 году, разгромив индейцев в сражении при Типпекану, после которого был прозван «Типпекану» или «Старый Типпекану» (англ. Old Tippecanoe). В 1812 году он командовал всеми силами государства против Конфедерации Текумсе (поддерживаемой англичанами в ходе англо-американской войны 1812—1814 годов) и разбил её войска в сражении на реке Темсе на территории Канады; Текумсе пал в этом сражении. Подобная победа, одержанная уже не просто над индейцами, но над извечным врагом — британцами, ещё выше подняла престиж индианского губернатора. Вместе с тем попытки Гаррисона провести разрешение рабовладения на территории были блокированы местным законодательным собранием.

## Политическая деятельность после войны
Затем был членом палаты представителей (1816—1819) и сенатором (1824—1828) от Огайо. В 1828—1829 годах занимал пост посла в Великой Колумбии. В 1830-х он, будучи небогатым человеком, жил в Норт-Бенде на пенсию, сбережения и доходы от своей фермы. Пытался заняться бизнесом, но закрыл завод виски по моральным соображениям. Источником доходов стали многочисленные автобиографии (к 1840 году вышло более десятка таких книг), делавшие ему рекламу. В 1836—1840 годах был членом суда округа Гамильтон. В 1836 году выступил кандидатом в президенты от партии вигов, но проиграл Мартину Ван Бюрену. Однако в следующий раз, в 1840 году, вновь стал кандидатом от оппозиции и одержал полную победу, связанную с тем, что Штаты находились в сильном экономическом кризисе. Вице-президентом с ним был избран Джон Тайлер; их предвыборный лозунг был: «Типпекану и Тайлер тоже» (англ. Tippecanoe and Tyler too)

## Президентство
Гаррисон вступил в должность в 1841 году в возрасте 68 лет, став на тот момент самым пожилым человеком, избранным на пост президента США (на первый срок).
В день присяги 4 марта погода была очень холодная и ветреная, но президент был твёрдо намерен показать, что он столь же несгибаемый герой, что и тридцать лет назад при Типпекану; он приехал верхом на лошади и произнёс почти двухчасовую инаугурационную речь, которая по сей день остаётся самой продолжительной в американской истории (хотя друг и соратник Гаррисона Даниэл Уэбстер постарался её сократить), стоя на ветру без шляпы и пальто.
Инаугурационная речь Гаррисона была подробным заявлением о повестке дня вигов, по существу декларирующим отказ от прежней политики Эндрю Джексона и Мартина Ван Бюрена. Гаррисон обещал восстановить Банк Соединённых Штатов и расширить его возможности для кредитования путём выпуска бумажной валюты (так называемой американской системы Генри Клея); отложить для решения Конгресса законодательные вопросы, сдержанные использованием его права вето. Также он сообщил о намерении отменить систему Джексона по распоряжению системы добычи. И пообещал использовать патронаж для формирования состава квалифицированного персонала, а не для повышения собственного положения в правительстве.
Однако вопреки распространённой легенде о том, что воспаление лёгких Гаррисона было следствием простуды в День инаугурации (у него действительно был ринит, и под конец речи в паузах он откашливался), президент проехал по городу верхом и успел побывать на трёх инаугурационных балах.
Опасный поворот в течение болезни произошёл только 26 марта после прогулки, в ходе которой президент простыл повторно.

К тому времени из-за напряжённого графика работы и почти не прекращающихся приёмов посетителей Гаррисон был физически и эмоционально переутомлён, не имея времени для отдыха; он пытался продолжать выполнять обязанности, перенося болезнь «на ногах». На президента оказывали давление его однопартийцы, требовавшие вывести вообще всех демократов из всех назначаемых должностей, в ответ на это Гаррисон грозил им отставкой. Он пытался ответственно реформировать министерства, лично посещая все шесть тогдашних ведомств, выдавая через Уэбстера распоряжения, что предвыборные действия сотрудников будут впредь считаться основанием для увольнения. В деятельность Гаррисона постоянно пытался вмешиваться Генри Клей, видный виг и влиятельный конгрессмен, продвигавший своих кандидатов в кабинете, которых президент отклонял. Это мешало нормальной работе правительства и Конгресса. Помимо Клея орды претендентов на должности прибывали в Белый дом, который был тогда открыт для всех, кто хотел встретиться с президентом. В результате Гаррисон слёг, и банальная простуда перешла в воспаление лёгких и плеврит. Для лечения врачи применили опиум, касторовое масло, пиявок, настойку раувольфии змеиной, но это лечение лишь ухудшило здоровье президента, который впал в бредовое состояние и скончался 4 апреля 1841 года в 00:30, по заключению лечившего его врача Томаса Миллера, от правостороннего воспаления лёгких, осложнённого желтухой и заражением крови. Последними словами Гаррисона, произнесёнными в бреду, были: 
Сэр, я хочу, чтоб вы поняли истинные принципы правления. Я хочу, чтоб они осуществлялись, и не прошу ничего другого.
Медицинский анализ, проведённый в 2014 году на основе записей доктора Миллера и сведений о состоянии системы водоснабжения Белого дома, заборные сооружения которой располагались ниже по течению от места спуска в реку сточных вод, привёл к выводу, что, вероятно, причиной смерти стал септический шок из-за энтеральной лихорадки.
Гаррисон пробыл главой американского государства меньше всех прочих президентов: 30 дней, 12 часов и 30 минут. Он стал первым президентом, умершим в должности. Существует легенда, что смерть Гаррисона на президентском посту стала следствием «проклятия Текумсе».

## Семья
Уильям Генри Гаррисон был женат на Анне Татхилл Симмс (1775—1864), дочери делегата Континентального конгресса от Нью-Джерси Джона Кливса Симмса (1742—1814) и его жены Анны Симмс, урождённой Татхилл (1741—1776), от которой у него было 10 детей:
- Элизабет Бассетт Гаррисон (1796—1846)
- Джон Кливс Симмс Гаррисон (1798—1830), был женат на Клариссе Браун Пайк, единственной дочери бригадного генерала Зебулона Пайка (1779—1813).
- Люси Синглтон Гаррисон (1800—1826)
- Уильям Генри Гаррисон-младший (1802—1838); был женат на Джейн Ирвин Гаррисон.
- Джон Скотт Гаррисон (1804—1878) — отец будущего президента США Бенджамина Гаррисона (1833—1901).
- Бенджамин Гаррисон (1806—1840)
- Мэри Симмс Гаррисон (1809—1842)
- Картер Бассетт Гаррисон (1811—1839)
- Анна Татхилл Гаррисон (1813—1845)
- Джеймс Финдли Гаррисон (1814—1817), умер в детстве.

## Братья и сёстры
У Уильяма Генри Гаррисона было шестеро старших братьев и сестёр:
- Люси Харрисон (1749—1809), вышла замуж за Пейтона Рэндольфа (1738—1784).
- Элизабет Харрисон (1751—1791), вышла замуж за доктора Уильяма Рикмана[англ.] (ок. 1731—1783).
- Энн Харрисон (1753—1821), вышла замуж за Дэвида Коуплэнда (1749—1822).
- Бенджамин Харрисон VI (1755—1799), торговец, рабовладелец, политик и революционер, был женат на Анне Мерсер (1760—1787), дочери колониального юриста Джона Мерсера (1704—1768) и сестре военного офицера Джорджа Мерсера[англ.] (1733—1784), судьи Джеймса Мерсера[англ.] (1736—1793) и 10-го губернатора Мэриленда Джона Фрэнсиса Мерсера (1759—1821).
- Картер Бассетт Харрисон (ок. 1756—1808), политик
- Сара Харрисон (1770—1812), вышла замуж за Джона Минджа.